# قره‌ولی، اسماعیل‌لی
قره‌ولی (به ترکی آذربایجانی: Qaravəlli) یک منطقه مسکونی در جمهوری آذربایجان است که در شهرستان اسماعیل‌لی واقع شده است.